# Fari a scomparsa
I fari a scomparsa, comunemente detti "fari pop-up", sono una soluzione tecnica applicata all'impianto di illuminazione anteriore delle vetture, determinata dall'esigenza stilistica e tecnica di abbinare una linea più aggressiva alla maggior aerodinamicità della sezione anteriore, nascondendo i fari anteriori di un'automobile quando non sono in uso. 

## Storia

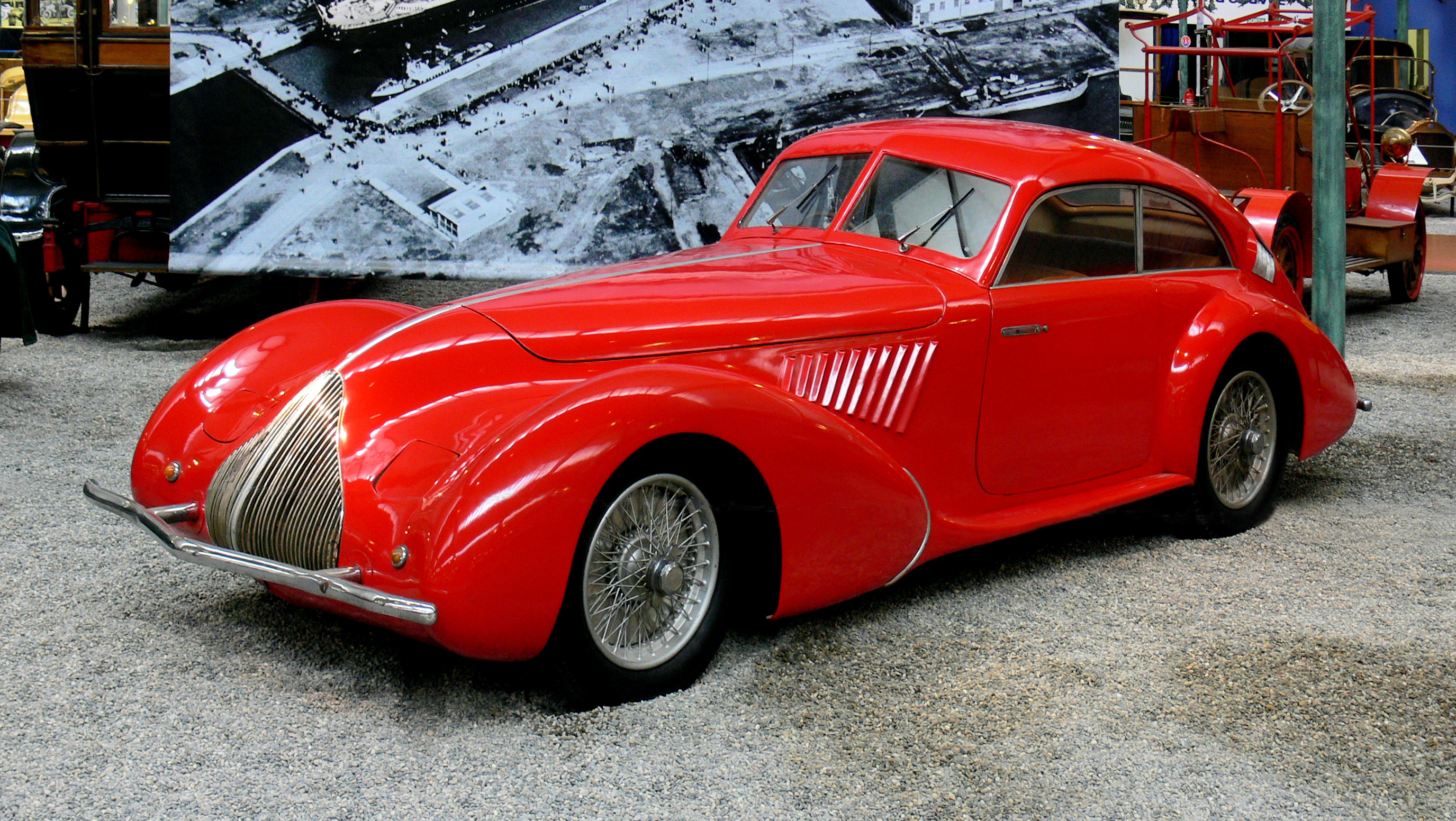
Alfa Romeo 8C 2900A (1936) nel Cité de l'automobile

I fari a scomparsa fanno la loro prima apparizione nel 1936 sulla Cord 810 e subito dopo in alcuni modelli della Alfa Romeo 8C 2900A (1936). Successivamente vennero usati dalla General Motors sul concept della Buick Y-Job e dalla DeSoto nel 1942, per un breve periodo.

Una Mazda 323F

I fari a scomparsa riguadagnarono popolarità verso la fine degli anni 60, soprattutto negli Stati Uniti d'America. Numerose furono le case automobilistiche che li installarono sulle proprie vetture, come per esempio la Toyota, che li utilizzò sulla Sprinter Trueno. I fari a scomparsa sono stati utilizzati per l'ultima volta nel 2004, quando sia la Lotus Esprit che la Corvette C5 uscirono di produzione.
Attualmente non è più possibile installarli sulle autovetture a causa delle restrizioni introdotte dalla normativa riguardante l'urto con i pedoni.
Sono ricomparsi in una forma alternativa, dove il faro rimane fisso, ma si muove una copertura che li nasconde parzialmente e scopre all'occorrenza, come nel caso delle Ferrari Daytona SP3 che ha una copertura con movimento basculante all'indietro.

## Movimento
Il faro a scomparsa può essere realizzato in vari modi:
- Basculamento, il varo è imperniato su un asse all'estremità del faro, facendolo fuoriuscire dalla carrozzeria
  - All'indietro, il faro è incernierato nella parte posteriore, come nel caso della Cizeta V16T (4 fari a scomparsa)
  - In avanti, il faro è incernierato nella parte anteriore, come nel caso della Porsche 968
- Rotazione, il faro ruota intorno ad un asse, a riposo viene mostrata la parte inferiore del faro, da azionata si mostra il faro
  - Longitudinale, l'asse di rotazione è parallelo alla lunghezza del veicolo, come nel caso della Opel GT
  - Trasversale, l'asse di rotazione è trasversale alla strada, come nel caso della Chevrolet Corvette C4
- Palpebre, il faro in se per se rimane fisso, ma è coperto e scoperto all'occorrenza in modo più o meno completo da alcuni elementi scorrevoli o ruotanti o con un movimento ibrido.
  - Vero il basso, la palpebra si sposta portandosi ad una posizione inferiore rispetto a quando il faro è nascosto, come nel caso della Lamborghini Jarama
  - Verso l'alto, la palpebra si sposta portandosi ad una posizione superiore rispetto a quando il faro è nascosto, come nel caso della Dodge Charger 1966-1978
  - Doppio, la palpebra è doppia e si spostano una nella parte superiore, l'altra nella parte inferiore, come nel caso della Buick Riviera

## Galleria d'immagini

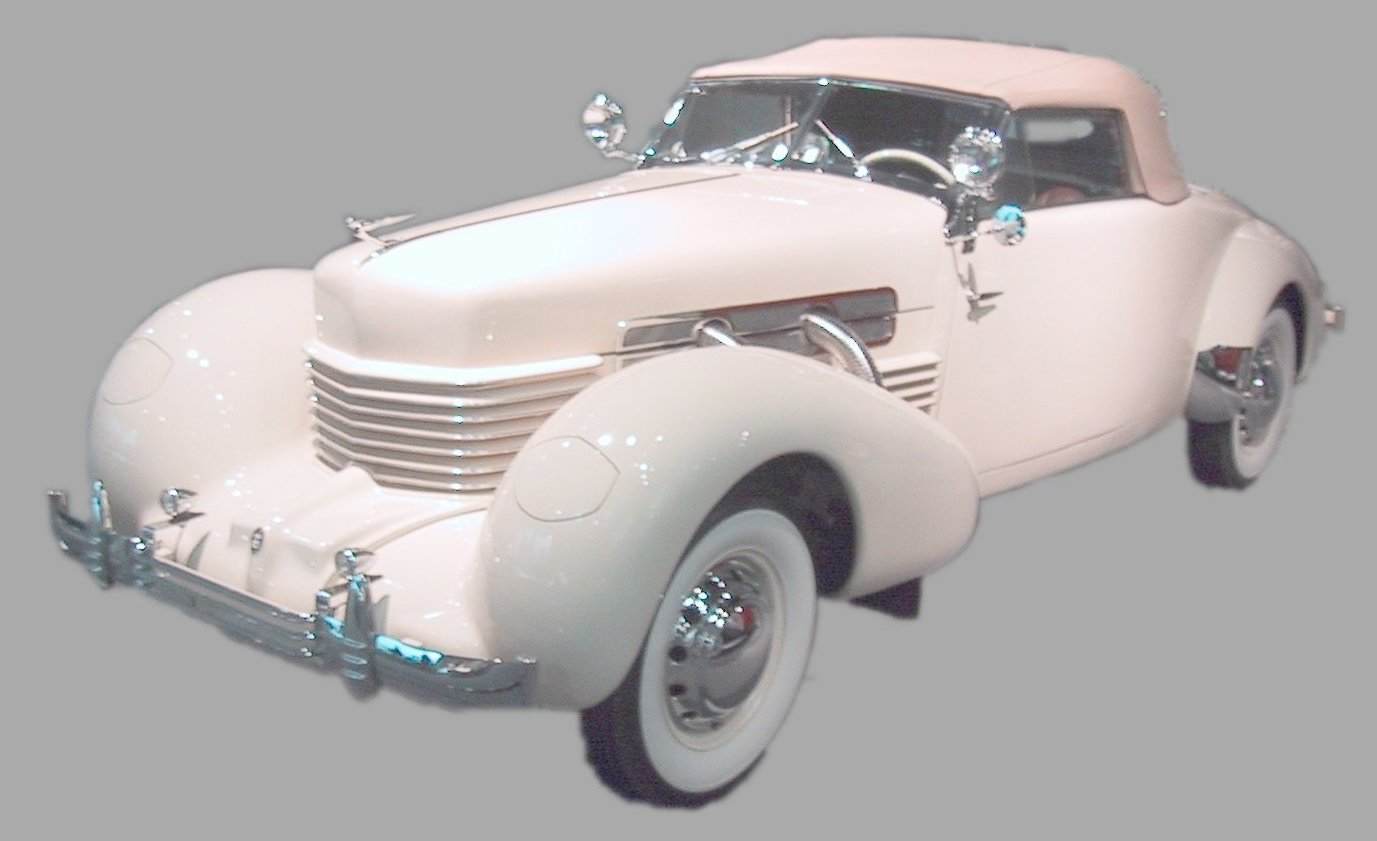
Una Cord 812.
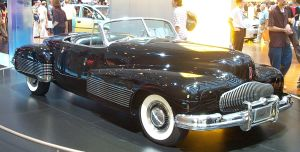
Una Buick Y.
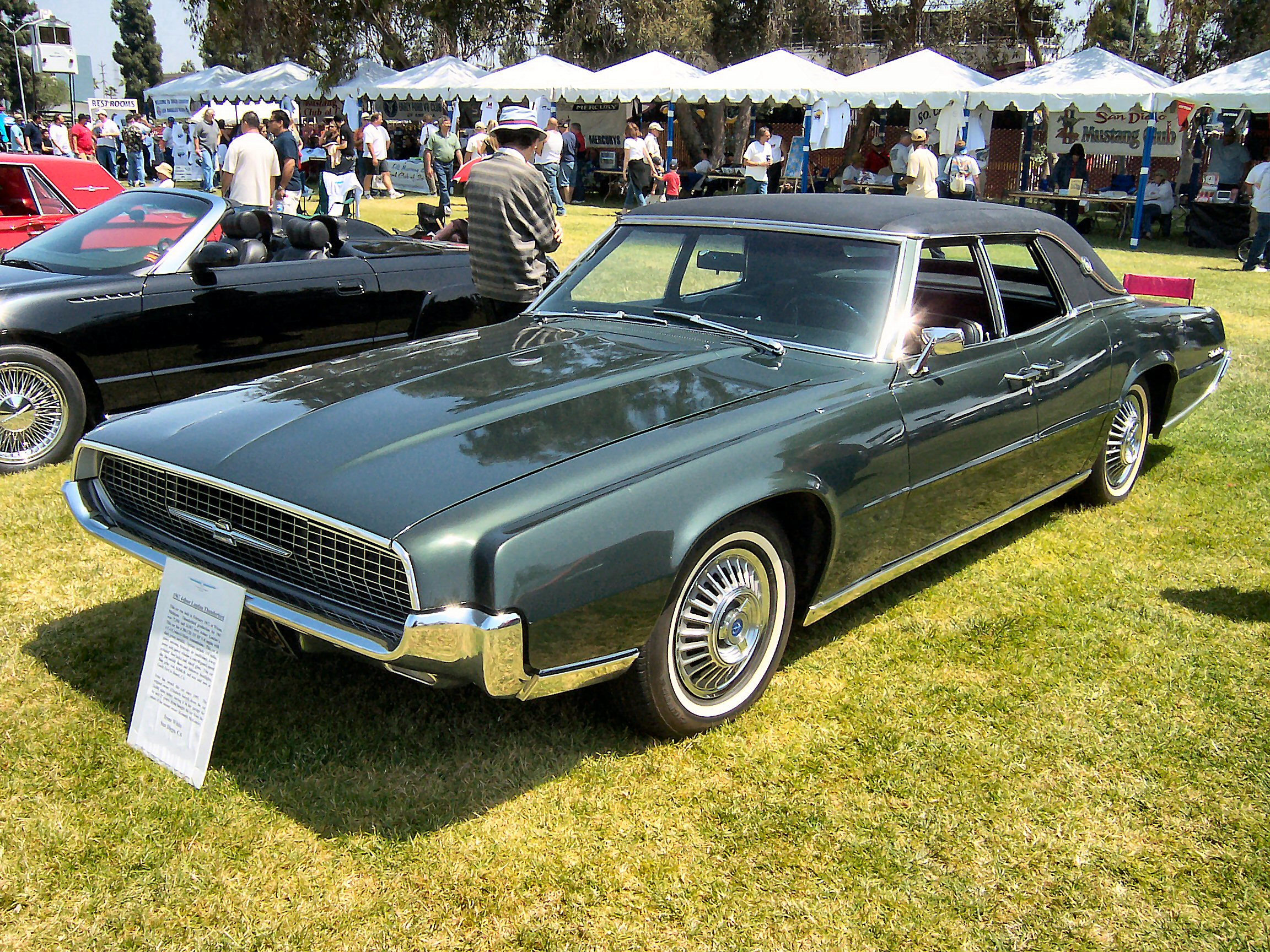
Una Ford Thunderbird.
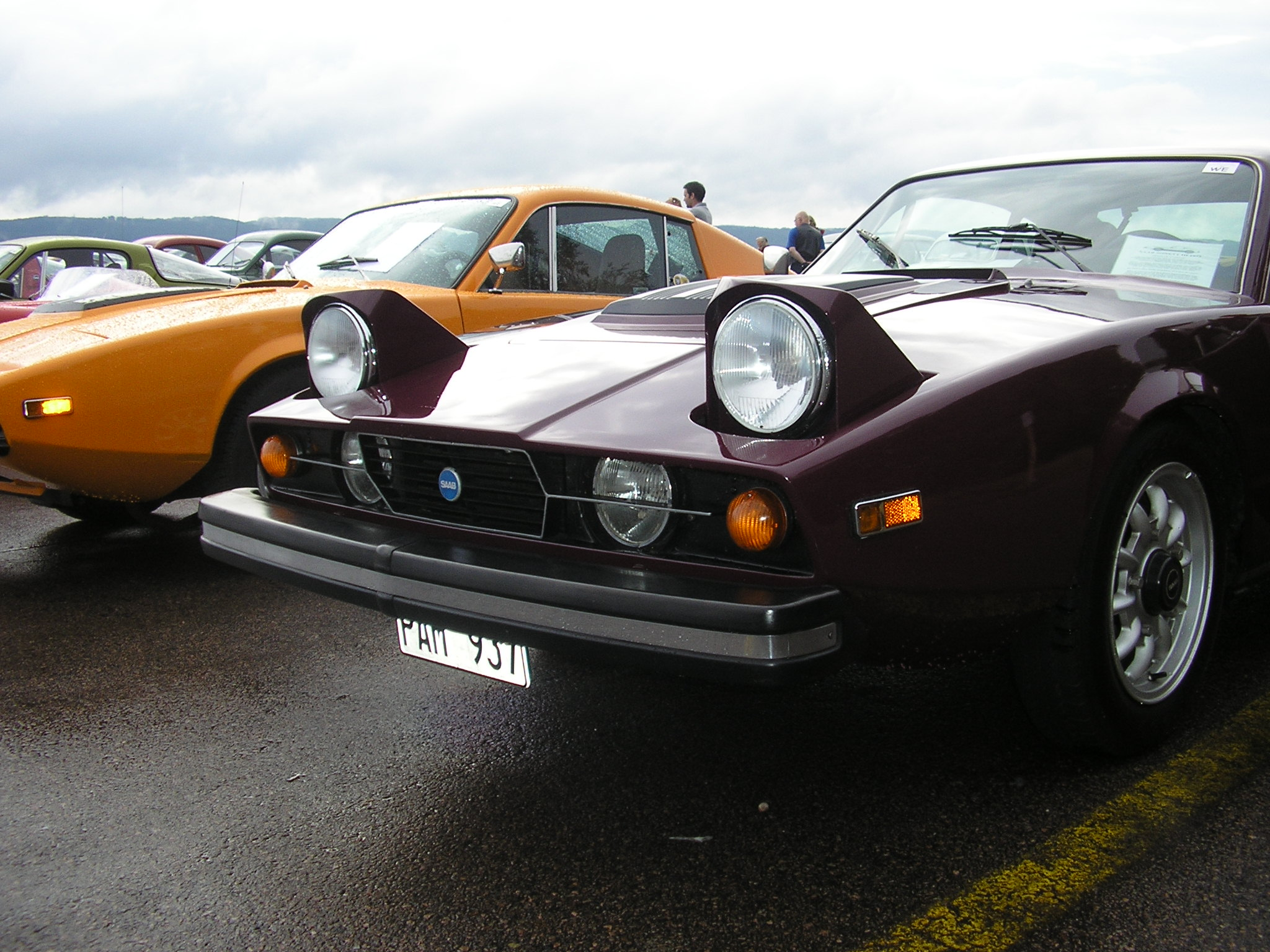
Una SAAB Sonett III.
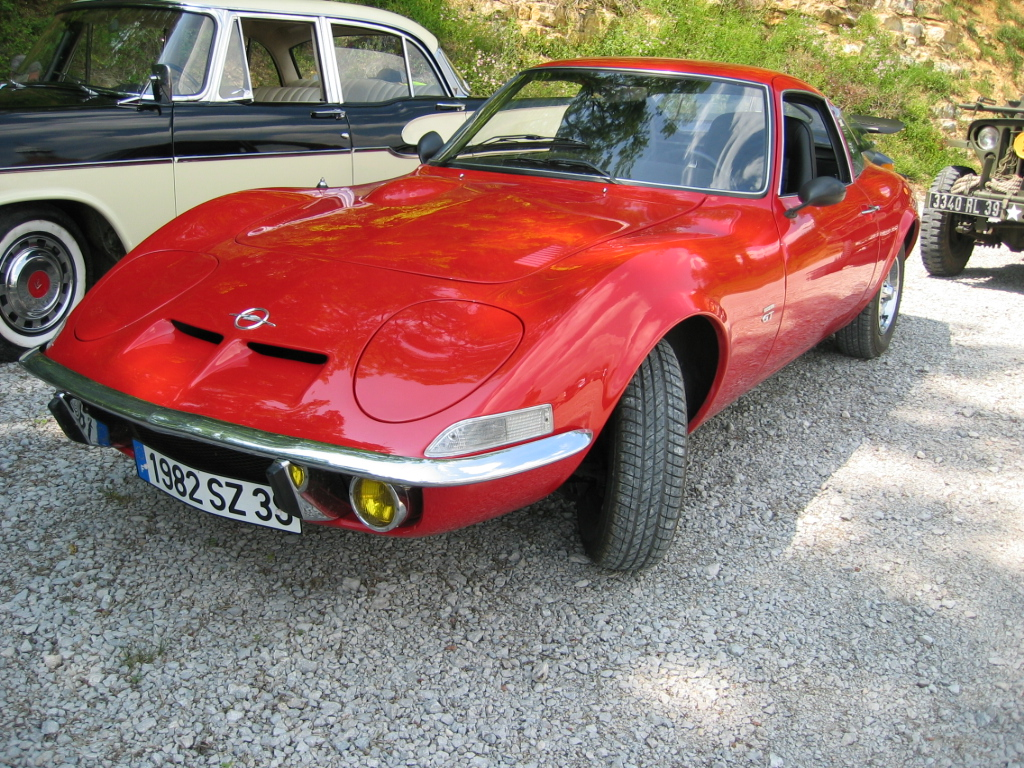
Una Opel GT.
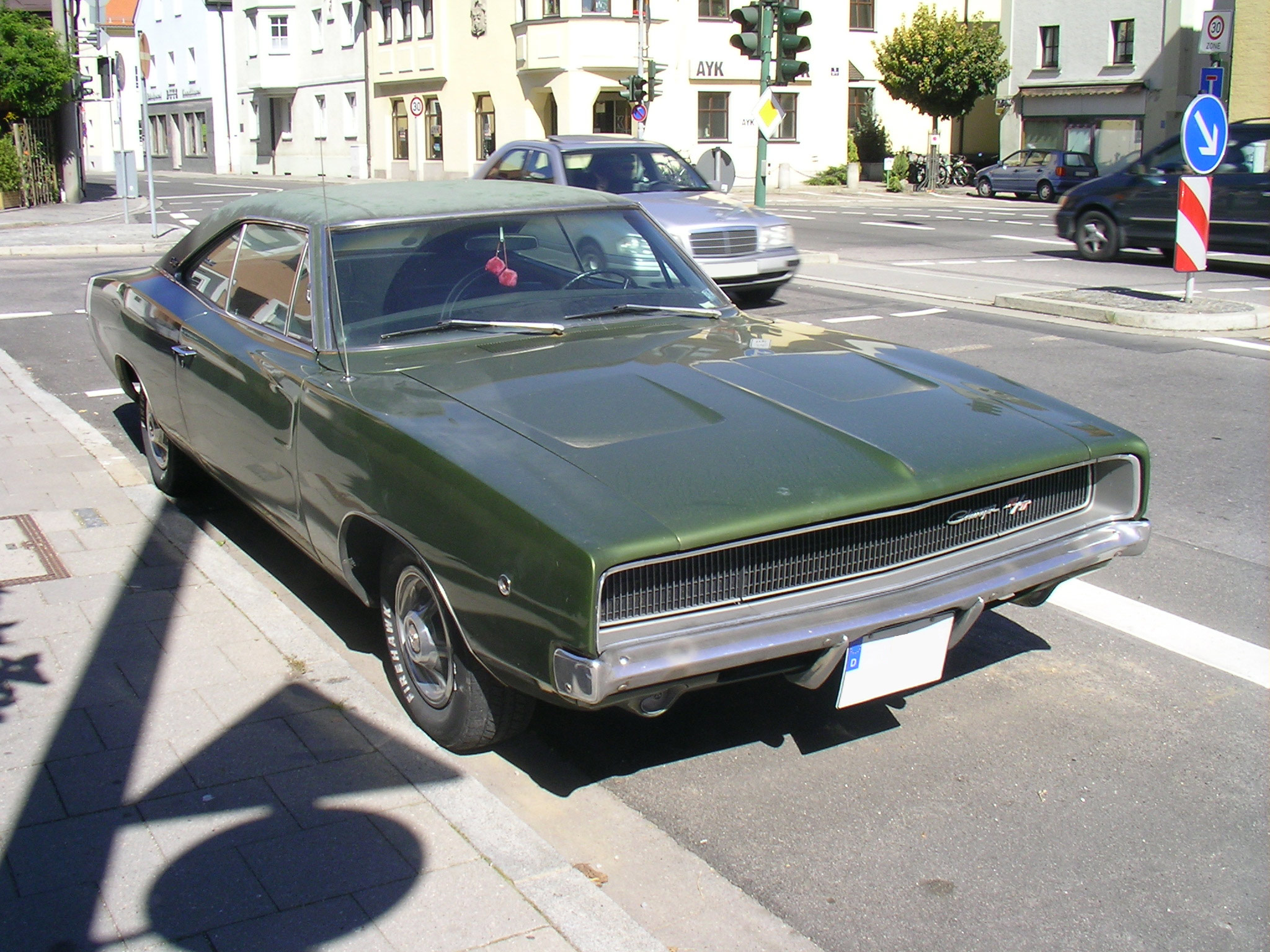
Una Dodge Charger.
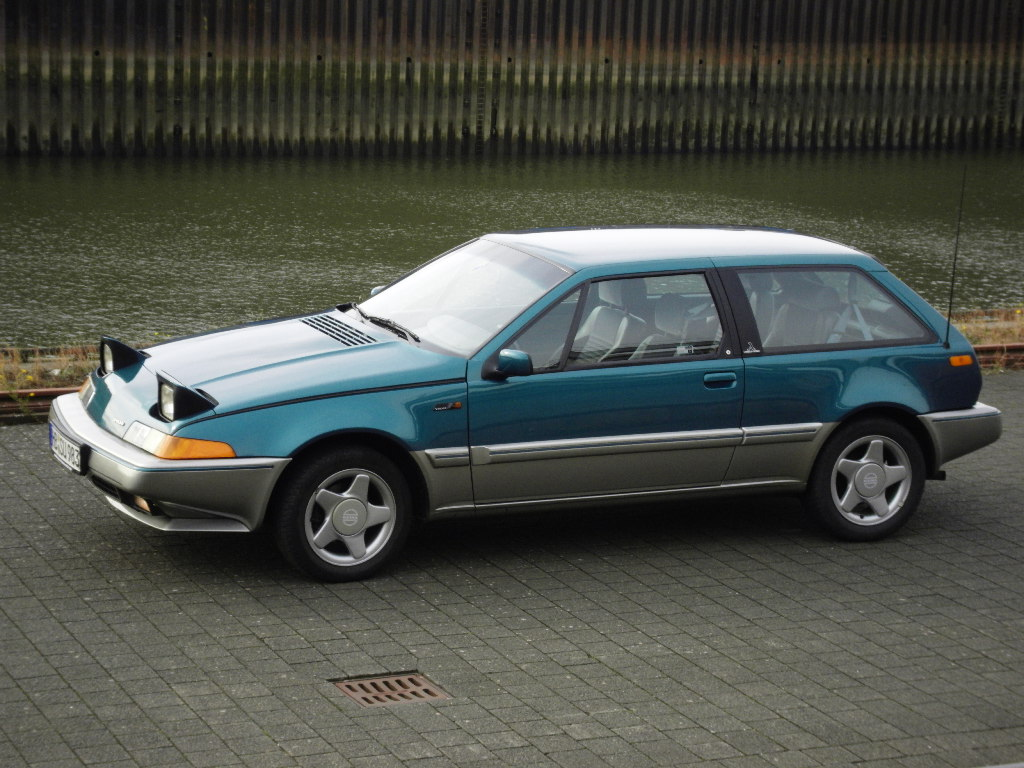
Una Volvo 480.
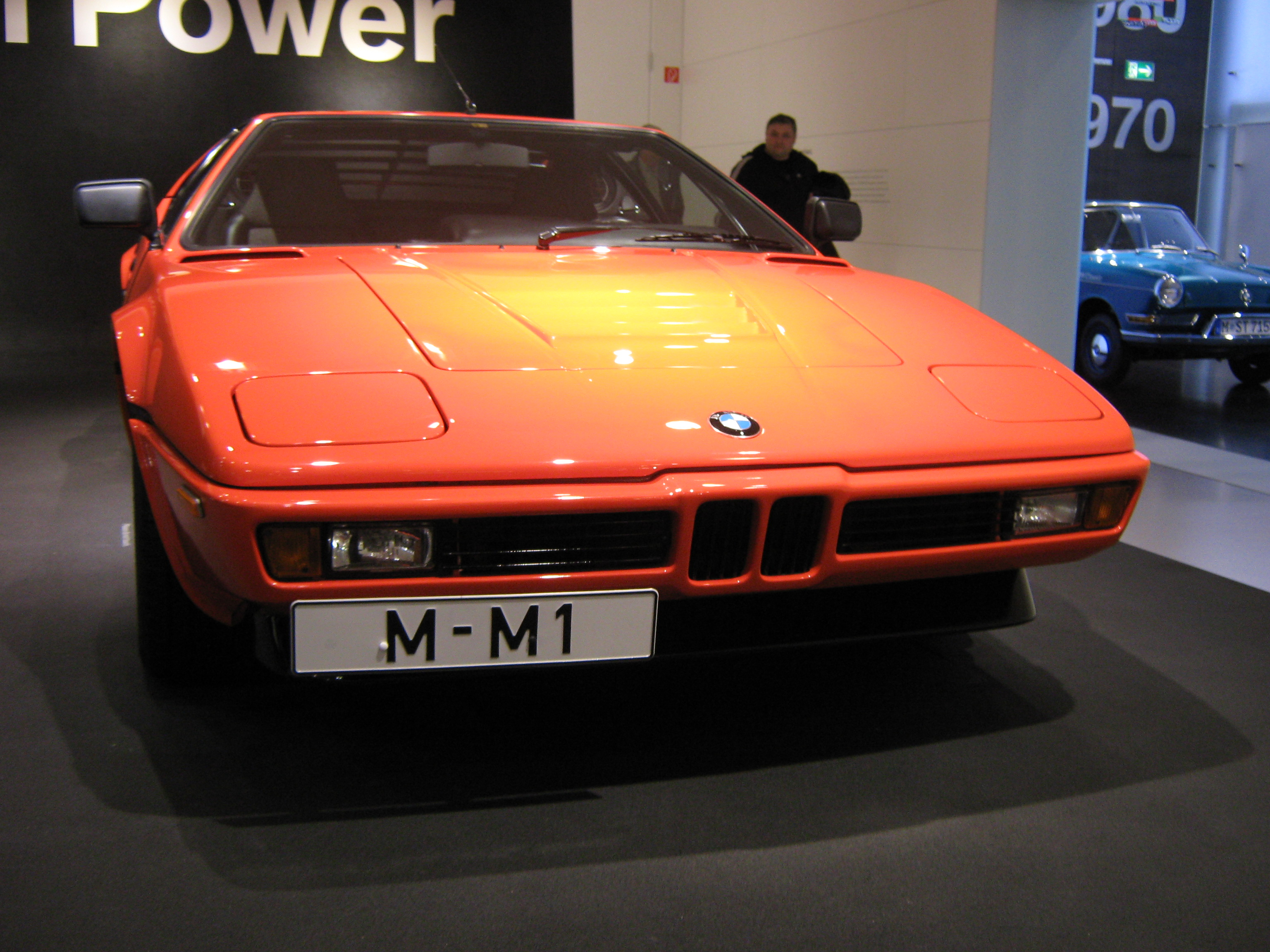
Una BMW M1.
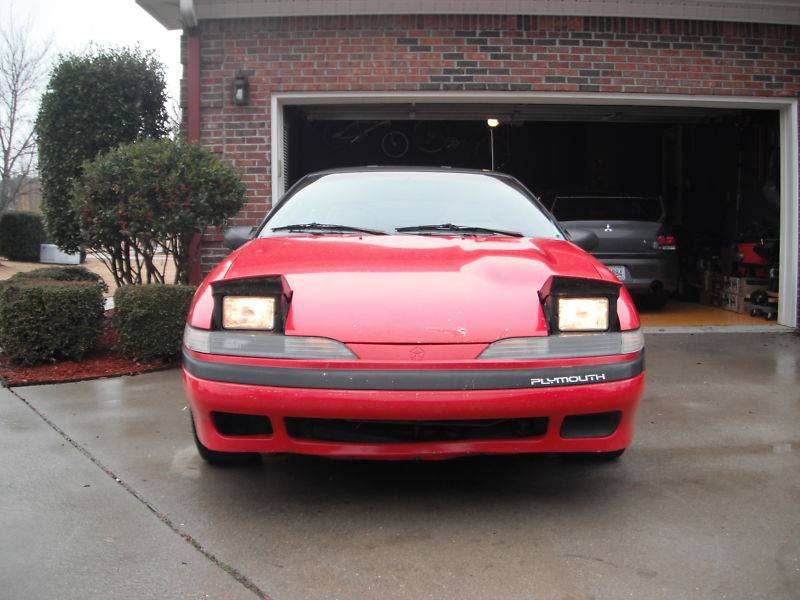
Una Plymouth Laser.
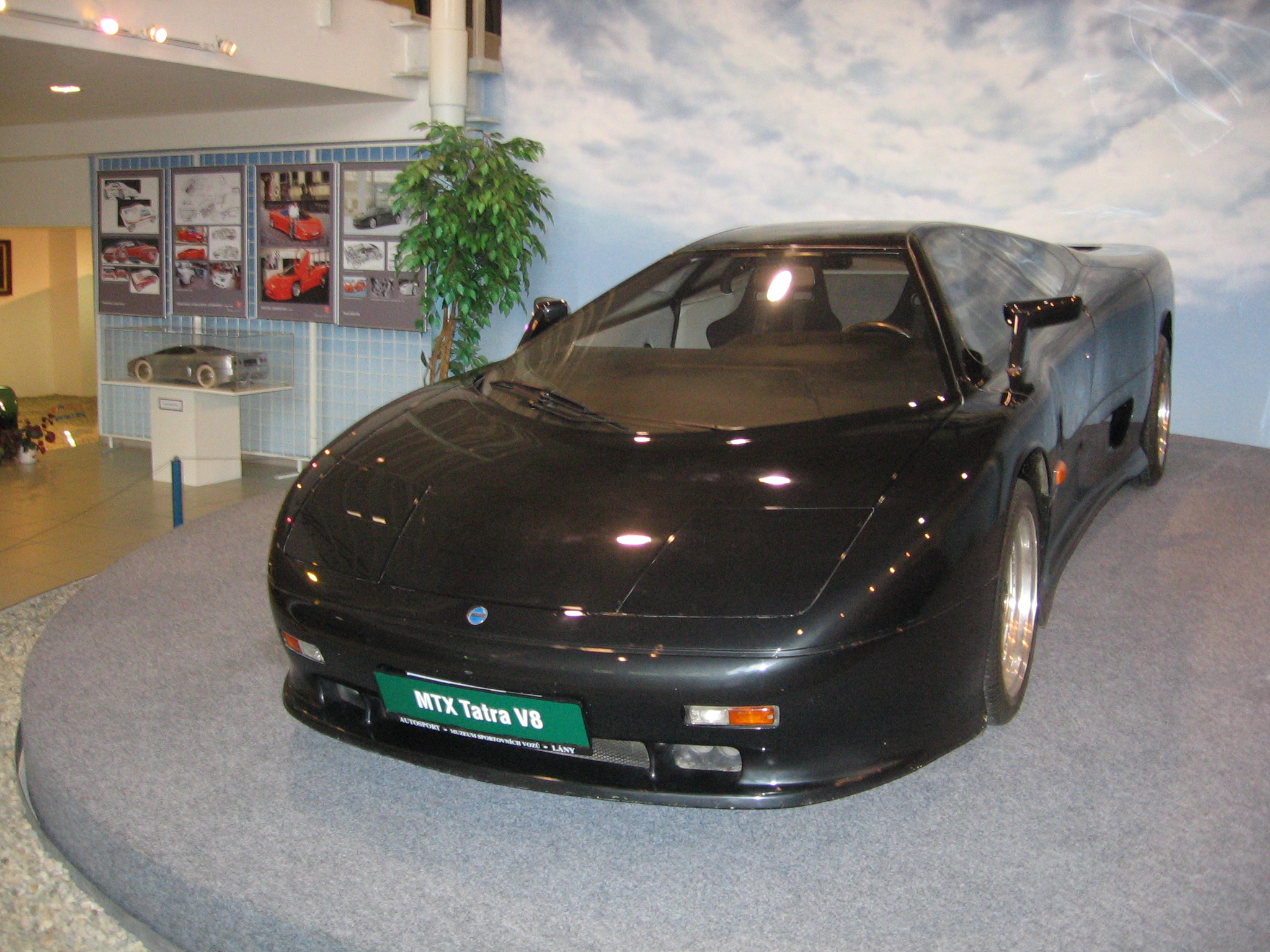
Tatra MTX V8.
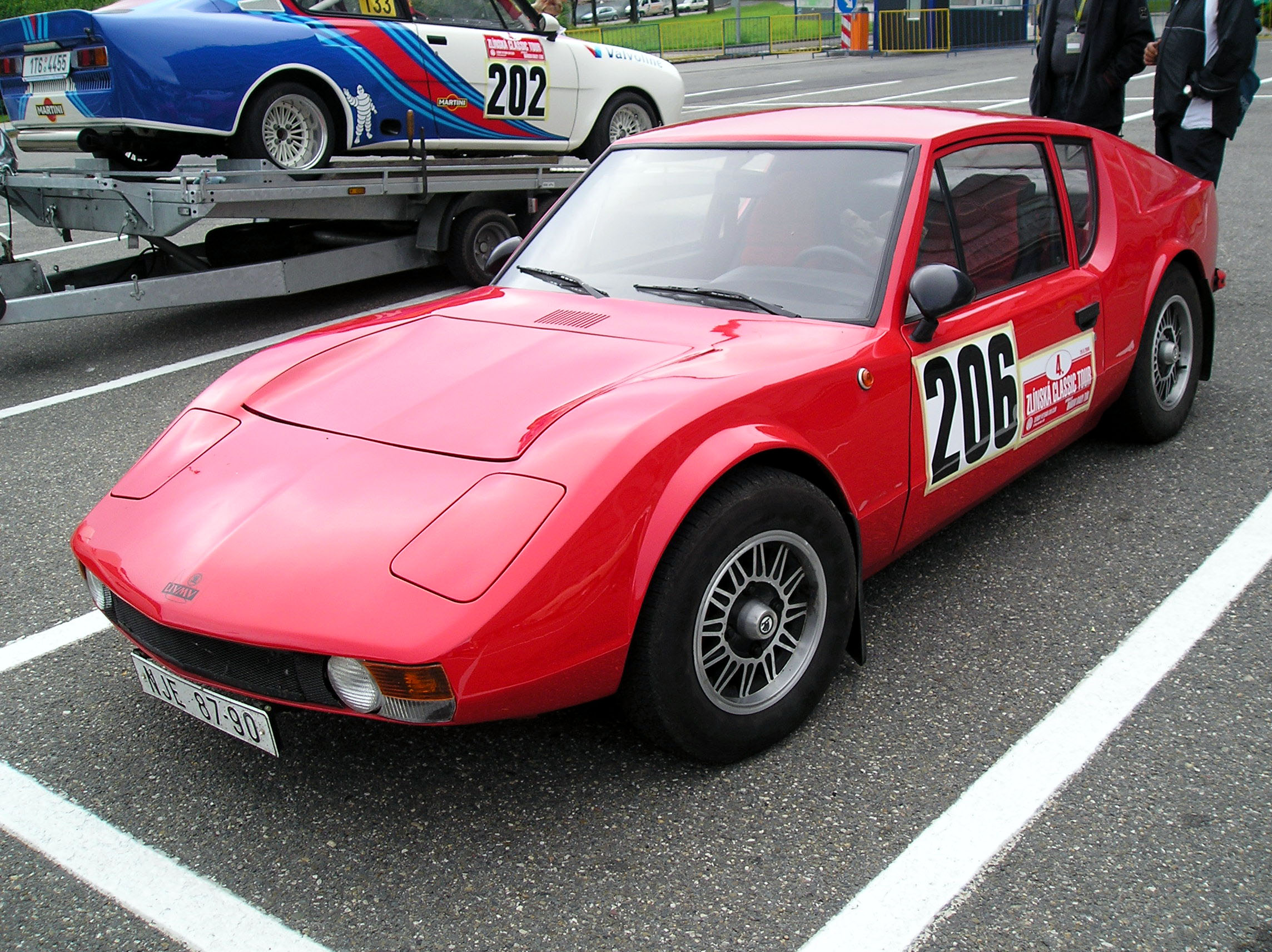
Škoda 1100 GT.
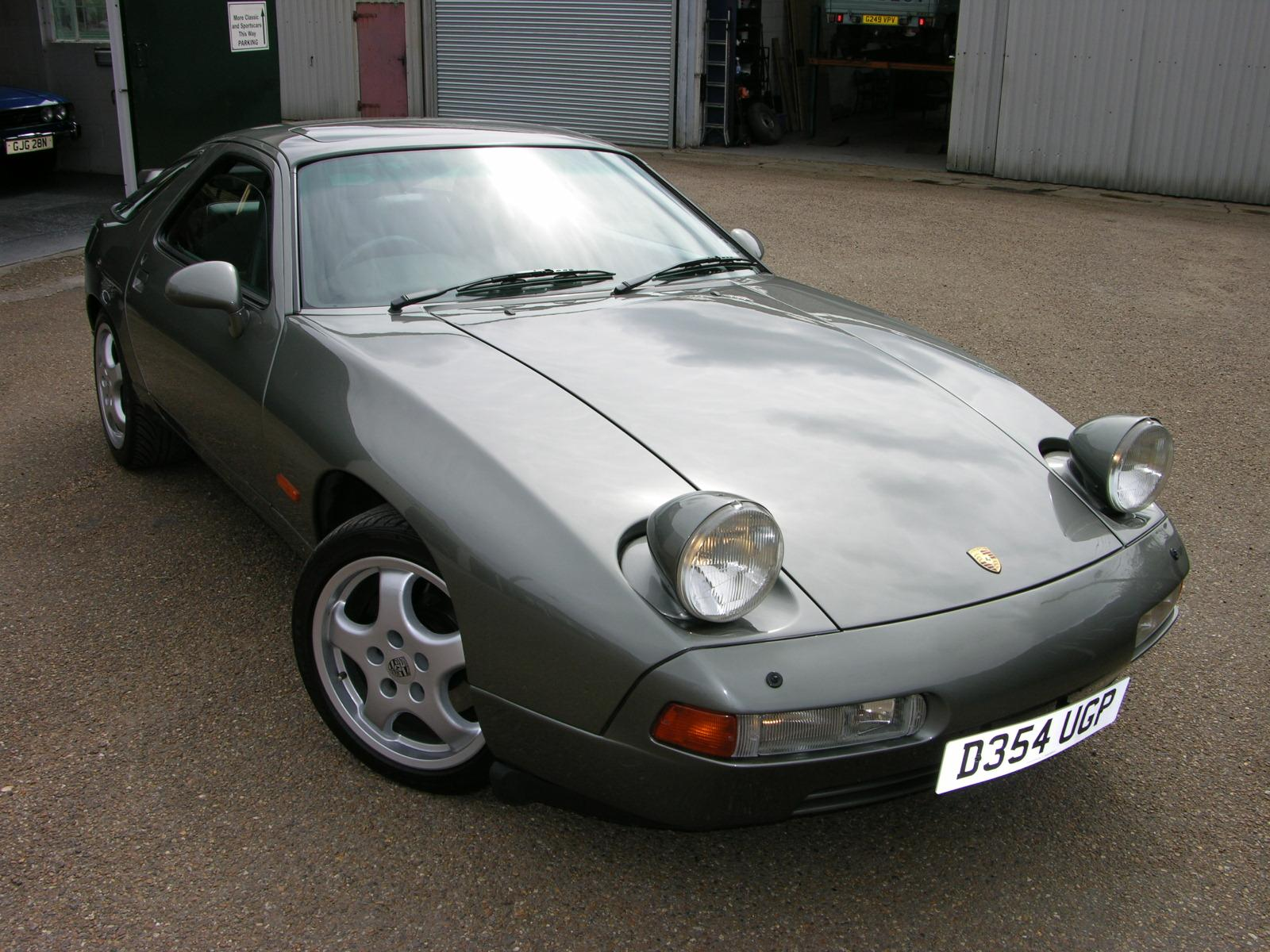
Porsche 928 S4 del 1987.
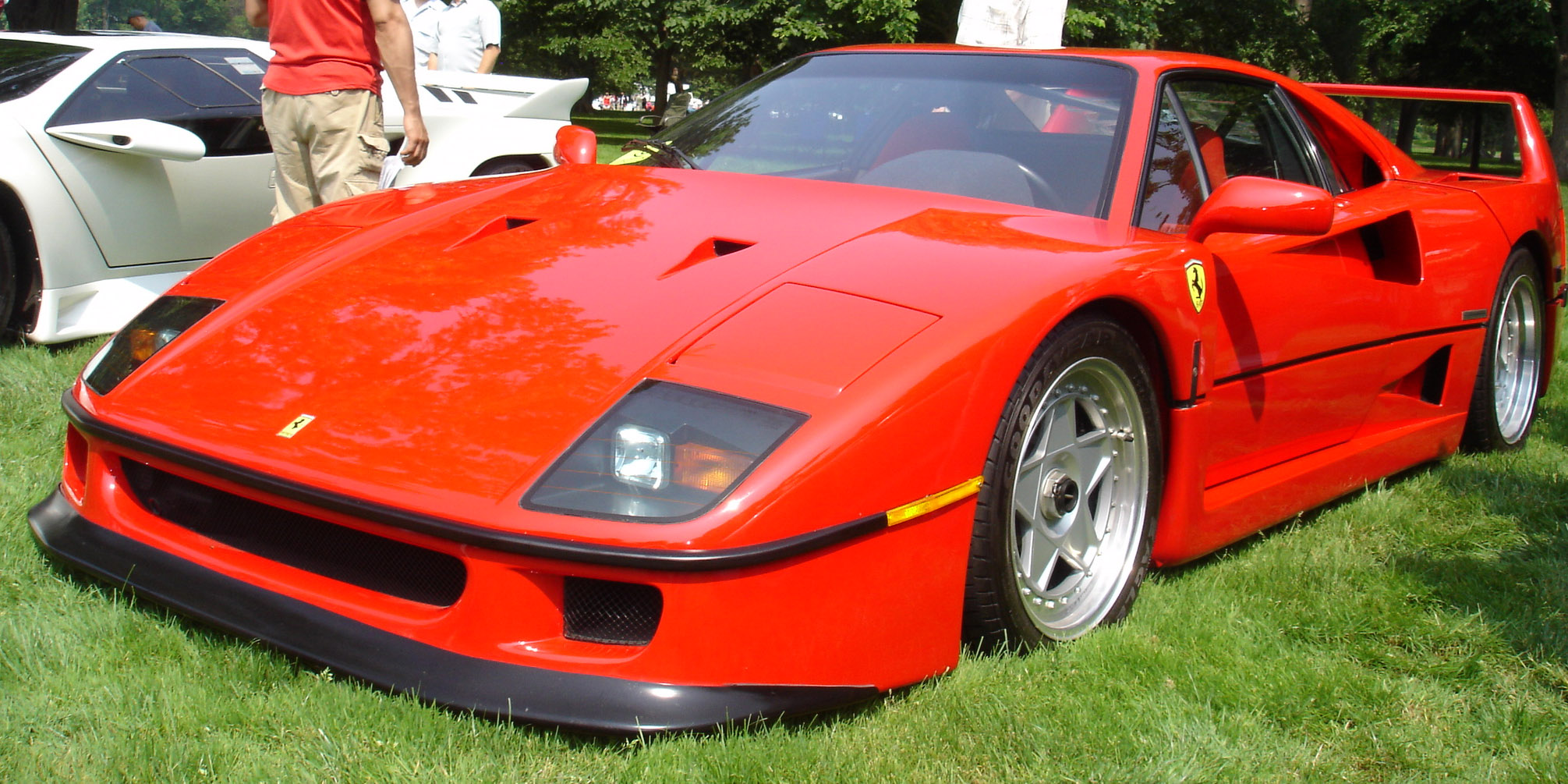
Ferrari F40